# Slobodan Tarbuk
Slobodan Tarbuk (Balinac, Glina, 27. siječnja 1946.), potpukovnik JNAi vojni dužnosnik vojske pobunjenih Srba, osuđen za ratni zločin nad hrvatskim civilima
Dana 7. kolovoza 1991. godine prema naredbi preuzeo je funkciju zapovjednika garnizona JNA u Petrinji od Đorđa Stojanovića. Primopredaja je vršena do 10. kolovoza 1991. godine, kada je Tarbuk preuzeo definitivno funkciju zapovjednika garnizona Petrinja. Sud je kao nedvojbeno utvrdio da je na dane izvršenih napada na Petrinju 2. rujna, 16. rujna i 21. rujna 1991. godine Tarbuk bio zapovjednik garnizona u Petrinji tijekom pokušaja osvajanja Petrinje, a u sastavu garnizona bile su vojarne " Vasilj Gaćeša" i "Šamarica" te redovni sastav vojske i teritorijalna obrana. Utvrđeno je da su i pripadnici Teritorijalne obrane bili pod njegovim zapovjedništvom za vrijeme razaranja i pokolja u Petrinji rujna 1991. godine.
Okružni sud u Sisku ga je zbog krivičnog djela iz članka 142. stavak 1. u svezi članka 24. KZJ, nakon dana 7. srpnja 1992. godine osudio na dvadeset (20) godina zatvora. U obrazloženju presude SI-0028, K-9/92-29, navedeno je da je "2. rujna 1991. godine oko 12,00 sati te 16. rujna 1991. i 21. rujna 1991. godine u Petrinji, kao zapovjednik garnizona Petrinja, nakon što je na području Banovine došlo do oružane pobune od strane srpskih nacionalista i terorista protiv legalne vlasti u Republici Hrvatskoj, bez ikakvog stvarnog razloga i povoda, najprije naredio da se iz topničkog i drugog oružja iz kasarne (vojarne) otvori snažna vatra na Petrinju, a nakon što je takova vatra otvorena, te nakon što su artiljerijske i minobacačke granate počele padati po Petrinji, naredio pripadnicima tenkovskih i drugih vojnih jedinica da s tenkovima iziđu iz kasarne "Vasilj Gaćeša" i "Šamarica" te da otvore tenkovsku drugu vatru po stanovnicima grada Petrinje i stambenim i drugim objektima, radi čega su provodeći ovakvu njegovu naredbu tenkisti i drugi pripadnici vojnih formacija koji su se nalazili pod njegovom komandom, izišli s tenkovima i drugim naoružanjem iz kasarni te nemilosrdno otvorili vatru po stanovnicima Petrinje koji su se zatekli na ulicama te po stambenim i drugim objektima pa su u takvom napadu ubijeni građani Petrinje... te razrušeno i uništeno više stambenih, komunalnih i drugih objekata u gradu, među kojima gotovo sve stambene zgrade i poslovne prostorije u Arhovoj ulici kroz koju su prolazili tenkovi, Općinski sud u Petrinji, crkvu Svete Katarine u Radićevoj ulici, crkvu Svetog Lovre na Strosmayerovom trgu i drugi značajniji objekti te kada je njegov pretpostavljeni starješina general Andrija Rašeta zatražio od njega putem telefona da ga obavijesti o situaciji u Petrinji, odgovorio da Petrinju treba sravnati sa zemljom, dakle, kršenjem pravila međunarodnog prava za vrijeme oružanog sukoba naredio da se izvrši napad na civilno stanovništvo Petrinje i grad Petrinju posljedice čega su smrt i teške tjelesne ozljede i narušavanje zdravlja više ljudi, te naredio napad bez izbora cilja kojim se pogađa civilno stanovništvo, te da se protuzakonito i samovoljno uništava u velikim razmjerima imovina, čime je učinio krivično djelo protiv čovječnosti i međunarodnog prava – ratnim zločinom protiv civilnog stanovništva - označeno u čl. 142. st. 1. u svezi čl. 24. st. 1. Zakona o preuzimanju Krivičnog zakona SFRJ ("Narodne novine" br. 53/91), kao Zakon Republike Hrvatske (U daljem tekstu: KZJ)...."
Bio je zapovjednik 39. banijskog korpusa t.zv. Srpske vojske Krajine, u garnizonu u Petrinji. Tarbukove izjave zabilježene su u dokumentarnom filmu Amarcord 1.